# Gabrovlje
Gabrovlje – wieś w Słowenii, w gminie Slovenske Konjice. W 2018 roku liczyła 59 mieszkańców.